# Antemurale Christianitatis
"Scutum saldissimum et antemurale Christianitatis" (scudo saldissimo e baluardo della cristianità) è stata la definizione che papa Leone X usò nei confronti del popolo croato nel 1514, avendo fatto resistenza contro le invasioni dell'Impero ottomano.

## Origine della definizione

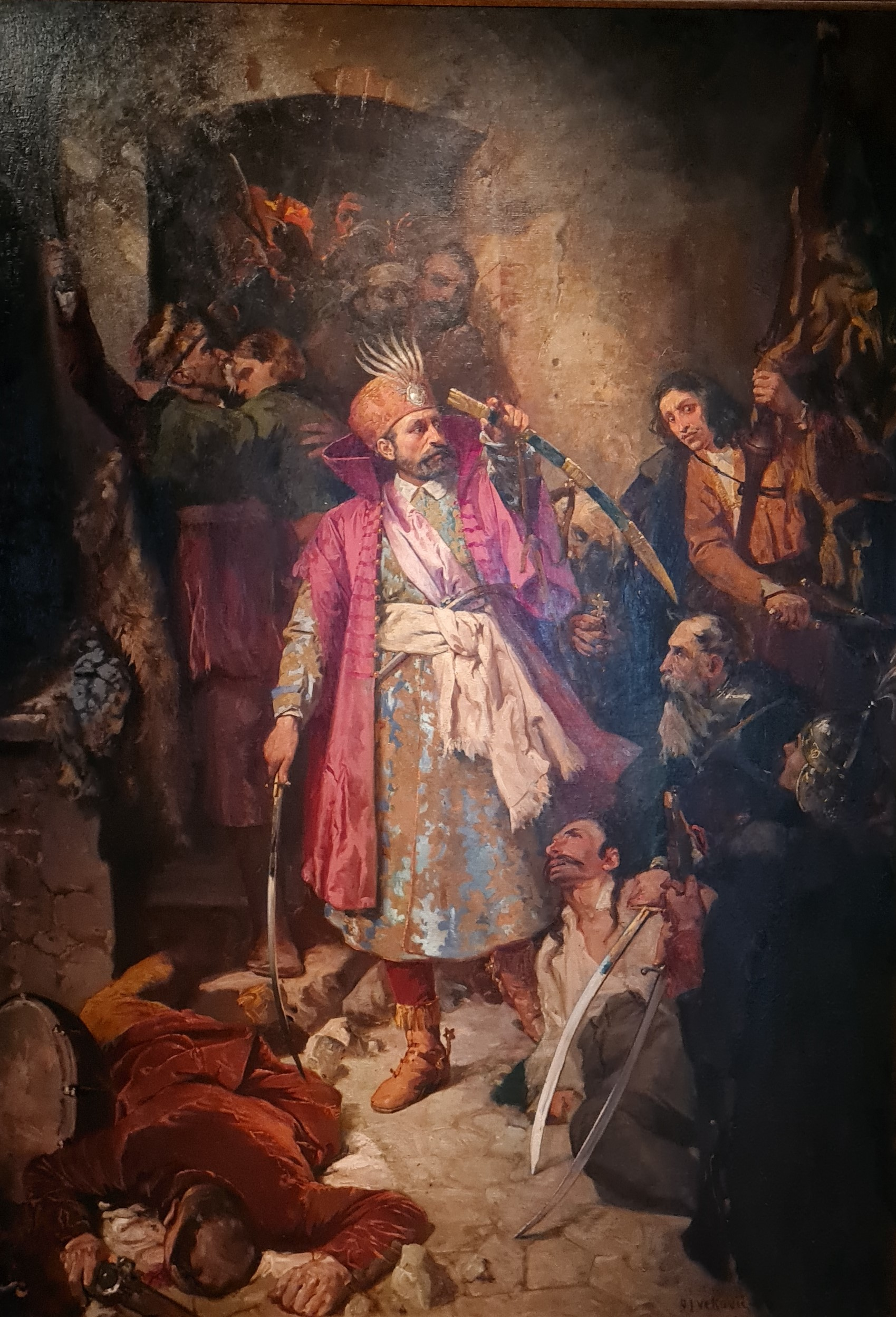
Battaglia a Sziget

«All'epoca della penetrazione ottomana in Europa, Leone X tributò ai Croati il titolo di “scutum saldissimum et antemurale Christianitatis”. È un titolo che aveva il suo significato più profondo e vero nella storia di fede e di santità che il popolo croato ha saputo realizzare, e che ben emerge anche nei nove secoli di vita della Chiesa di Zagabria.» (Giovanni Paolo II, udienza del 14 settembre 1994)

L'antico regno croato, che comprendeva l'attuale Croazia, la Bosnia e l'Erzegovina, nonostante una eroica e cruenta resistenza, si ridusse a un sottile arco di territorio che andava dalla Dalmazia all'Ungheria: sono le reliquiae reliquiarum Croatiae, come le definiscono con amarezza le cronache del tempo, ossia "i resti dei resti della Croazia".

L'attaccamento alla fede cattolica e alla sede di Roma e in particolare al culto mariano, molto profondo e radicato nel popolo, contribuì in modo determinante all'esito della lotta contro i turchi. I fedeli combattevano anche per non cedere agli infedeli le chiese e le immagini che vi si veneravano.  Quando erano costretti ad emigrare, come principale loro bene prezioso, portavano sempre con sé le immagini dei loro santuari.  Se poi una di esse era ritrovata intatta sotto le macerie delle chiese o nei vari nascondigli in cui venivano celate nell'imminenza del pericolo, lo si considerava un segno di protezione e di speranza, un incoraggiamento alla lotta.

Gran parte dei santuari della Croazia ebbero a che fare, in un modo o nell'altro, con le invasioni e la dominazione turca e quindi tali luoghi risultano particolarmente significativi per la loro storia.  Gli ex voto di quel periodo, in buon numero ancora conservati, riguardano molto spesso i pericoli corsi dai fedeli durante le scorrerie turche.